# Lionel Audet
Lionel Audet (* 22. Mai 1908 in Sainte-Marie de Beauce, Québec, Kanada; † 10. Oktober 1989) war ein kanadischer Geistlicher und Weihbischof in Québec.

## Leben
Lionel Audet empfing am 8. Juli 1934 das Sakrament der Priesterweihe für das Erzbistum Québec. 
Am 28. Februar 1952 ernannte ihn Papst Pius XII. zum Titularbischof von Thibaris und zum Weihbischof in Québec. Der Erzbischof von Québec, Maurice Roy, spendete ihm am 1. Mai desselben Jahres die Bischofsweihe; Mitkonsekratoren waren der Weihbischof in Québec, Charles-Omer Garant, und der Bischof von Sainte-Anne-de-la-Pocatière, Bruno Desrochers.
Lionel Audet nahm an der ersten und vierten Sitzungsperiode des Zweiten Vatikanischen Konzils teil. Er trat am 26. März 1983 als Weihbischof in Québec zurück.